# Bonthagahalli, Shrirangapattana
Bonthagahalli là một làng thuộc tehsil Shrirangapattana, huyện Mandya, bang Karnataka, Ấn Độ.